# Acrothamnus hookeri
Acrothamnus hookeri là một loài thực vật có hoa trong họ Thạch nam. Loài này được (Sond.) Quinn mô tả khoa học đầu tiên năm 2005.